# Майдыков, Анатолий Фёдорович
Анатолий Фёдорович Майдыков (род. 4 января 1937, ст. Озёрки, Краюшкинский район, Западно-Сибирский край, РСФСР, СССР) — советский и российский деятель органов внутренних дел и науки. Основатель научной школы «организация деятельности органов внутренних дел в особых условиях».
Генерал-майор милиции (1993). Доктор юридических наук (1987), профессор. Заслуженный деятель науки Российской Федерации (1995), Заслуженный работник МВД СССР. Заслуженный профессор Академии управления МВД России, профессор кафедры управления органами внутренних дел в особых условиях Центра командно-штабных учений Академии управления МВД России, член экспертного совета Высшей аттестационной комиссии Российской Федерации.

## Биография
Родился 4 января 1937 на станции Озёрки Краюшкинского района Западно-Сибирского края РСФСР (ныне станция Озёрки Тальменского района Алтайского края).
В 1957 с отличием окончил Омскую среднюю специальную школу милиции, после чего был направлен на службу в органы внутренних дел — оперуполномоченным уголовного розыска Ордынского районного отдела милиции Новосибирской области.
С 1960 по 1963 — заместитель начальника, начальник Черепановского районного отдела милиции Новосибирской области.
С 1963 по 1965 — заместитель начальника, с 1965 по 1972 — начальник Первомайского районного отдела милиции Новосибирска.
С 1972 по 1974 обучался в адъюнктуре Московской высшей школы МВД СССР (направлен на учёбу по решению коллегии Управления внутренних дел Новосибирского облисполкома). Защитил диссертацию на соискание учёной степени кандидата юридических наук на тему «Содержание работы начальника городского (районного) органа внутренних дел».
С 1974 по 1983 — старший преподаватель кафедры управления городскими районными органами внутренних дел Академии МВД СССР. Прошёл все ступени педагогической карьеры: от старшего преподавателя до начальника кафедры. За данный период преподавательской деятельности было подготовлено и издано около двухсот научных и учебно-методических работ, востребованных в учебном процессе Академии и других учебных заведений МВД СССР.
В 1987 защитил диссертацию на соискание учёной степени доктора юридических наук по специальности 05.13.10 — управление в социальных и экономических системах (юридические науки). Под руководством Майдыкова, к тому времени — одного из ведущих специалистов в области правоохранительной деятельности, начинает разрабатываться новое научное направление в теории управления органами внутренних дел — организация их функционирования в экстремальных условиях природного, техногенного и социального характера.
С 1987 по 1990 — начальник кафедры военномобилизационной подготовки и гражданской обороны в органах внутренних дел. В 1988 МВД СССР выпускает приказ № 161—1988 «О перестройке деятельности Академии МВД СССР»: в документе ставились задачи по дальнейшему совершенствованию подготовки руководящих кадров для органов внутренних дел, в соответствии с чем кафедра военномобилизационной подготовки преобразуется в кафедру управления органами внутренних дел в особых условиях.
По решению руководства Академии МВД СССР и руководства МВД СССР, с целью изучения практического опыта, Майдыков неоднократно выезжал на места крупных аварий, катастроф, стихийных бедствий и социальных катаклизмов: обострения социально-политической ситуации в Тбилиси (1978, Грузинская ССР), Авария на Чернобыльской АЭС (1986, Украинская ССР), Спитакское землетрясение (1988, Армянская ССР) и другие.
С сентябре 1990 по октябрь 1992 — начальник Учебно-научного комплекса управления органами внутренних дел в особых условиях Академии МВД России.
С октября 1992 по октябрь 2001 — заместитель начальника Академии по учебной работе.
Указом Президента Российской Федерации в 1993 присвоено специальное звание «генерал-майор милиции».
С октября 2001 по 2008 — первый заместитель начальника Академии управления МВД России.
С 2008 — профессор кафедры управления органами внутренних дел в особых условиях, продолжает свою научно-педагогическую деятельность в настоящее время.

## Научная деятельность
Является основателем научной школы «организация деятельности органов внутренних дел в особых условиях». Она включает в себя такие важные научные направления как: организация деятельности органов внутренних дел (ОВД) по борьбе с преступлениями террористического характера, организация деятельности ОВД по противодействию экстремизму, организация деятельности ОВД при чрезвычайных ситуациях природного, техногенного, биологического и социального характера, правовое регулирование деятельности ОВД в особых условиях, организация подготовки руководящих кадров для действий в особых условиях.
По этим научным направлениям под руководством Майдыкова защищено 15 докторских и свыше 20 кандидатских диссертаций, написано более 300 научных и учебно-методических работ.

## Награды
За время службы и преподавательской деятельности награждён множеством государственных, иностранных, ведомственных медалей и наград.
- Нагрудный знак «Заслуженный работник МВД СССР»
- Орден «За заслуги перед Отечеством» IV степени — за высокие достижения в труде, большой вклад в развитие отечественной науки и подготовку высококвалифицированных специалистов
- Заслуженный деятель науки Российской Федерации (8 декабря 1995)[4]
- Орден Почёта (10 сентября 1999)[5]
- Орден Дружбы (19 марта 2007) — за заслуги в подготовке специалистов органов внутренних дел, в том числе иностранных государств[6]